# Маффі Колдер
Маффі Колдер (англ. Muffy Calder; до шлюбу Томас, 21 травня 1958 Шавініґан, Канада) — британська (шотландська) фахівчиня в галузі інформатики. Член Единбурзького королівського товариства і Королівської інженерної академії Великої Британії.
Від 1988 року — співробітниця Університету Глазго, від 2014 року — його проректорка і глава коледжу наук та інженерії, професорка. Від 2012 до 2014 року — головна наукова консультантка уряду Шотландії (змінила її на цій посаді Шейла Ровен) і співголова Шотландської консультативної ради з питань науки. Від 2003 до 2007 року завідувала кафедрою інформатики. До цього працювала в Стерлінзькому й Единбурзькому університетах. Підготувала 13 PhD-студентів і 9 постдоків. Закінчила Стерлінзький університет (бакалавр інформатики), ступінь доктора філософії з обчислювальних наук[прояснити] (англ. Computational Science) отримала в Сент-Ендрюському університеті. дійсний член Британського комп'ютерного товариства і City and Guilds of London Institute. Протягом 2008—2010 років — голова UKCRC (UK Computing Research Committee). 
2016 року увійшла до британського топ-50 жінок в інженерії (єдина з Шотландії) за версією The Daily Telegraph. 
Опублікувала понад 75 наукових робіт. Її число Ердеша дорівнює 4. 
Відзначена преміями Royal Society Wolfson Research Merit Award (2011) і Suffrage Science (2016). 
Офіцер ордена Британської імперії (2011). 
Одружена.